# Cerice
Cerice (in greco antico: Κῆρυξ?, Kḕryx) è un personaggio della mitologia greca, figlio di 
Aglauro ed Ermes secondo Pausania.
Sempre Pausania però, nello stesso paragrafo scrive che Eumolpo sopravvisse a suo figlio Cerice, il più giovane dei suoi figli e che erano i suoi stessi seguaci a dire che fosse figlio di Aglauro e Cercope. 

## Mitologia
Fu un sacerdote del culto di Demetra nella città di Eleusi ed un fondatore dei Misteri eleusini.

## Interpretazione e realtà storica
Il suo nome significa “araldo”. Si tramanda che fu lui a fondare due stirpi di sacerdoti legati al culto di Demetra che realmente esistettero in Grecia nel IV secolo a.C., gli "Eumolpidae" (dal nome del padre) e i "Kerykes" (dal proprio nome).